# Robert Reich

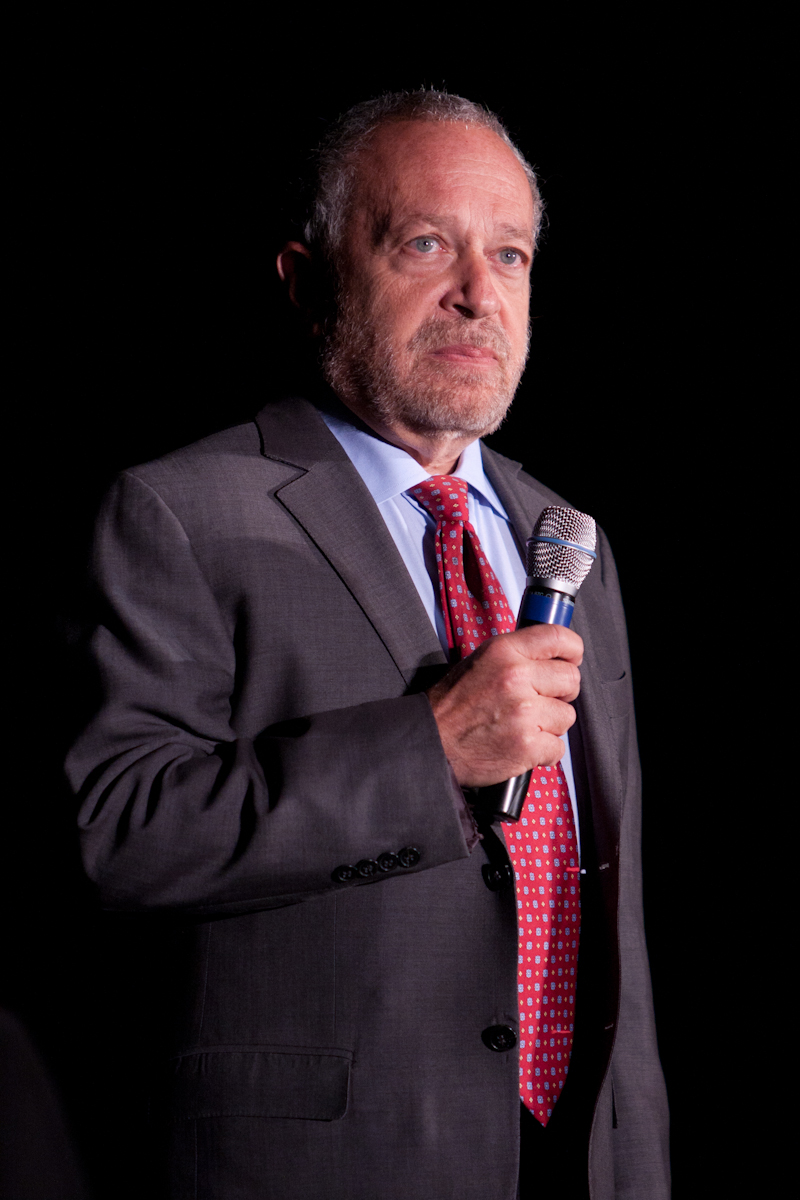
Robert Reich en la Universidad de Iowa, el 7 de septiembre de 2011.

Robert Bernard Reich (24 de junio de 1946) es un economista, profesor universitario, columnista, comunicador y político estadounidense. Fue Secretario de Trabajo de los Estados Unidos durante el gobierno de Bill Clinton, entre 1993 y 1997, y formó parte del consejo asesor de transición del presidente Barack Obama en 2008.

## Estudios
Estudió en la John Jay High School, en Cross River, Nueva York. En 1968, obtuvo la licenciatura en el Dartmouth College y recibió una Beca Rhodes para estudiar en la Universidad de Oxford, donde se graduó en Filosofía, Política y Economía. Posteriormente obtuvo el doctorado en la Facultad de Derecho de Yale, donde fue editor del Yale Law Journal.

## Vida profesional
Es profesor de Política Pública de la Escuela Goldman de la Universidad de California en Berkeley. Anteriormente fue profesor de la Escuela de Gobierno John F. Kennedy de la Universidad de Harvard y profesor de Política Económica y Política Social de la Escuela Heller de Política Social y Gestión de la Universidad Brandeis. Se ha destacado como columnista de The New Republic, Harvard Business Review, The Atlantic, The New York Times, Huffington Post, The American Prospect y The Wall Street Journal. Es comentarista de varios programas de televisión y de radio.

## Ideas
En su libro El Trabajo de las Naciones (1991) argumentó que la competitividad de una nación depende de la educación y las habilidades de su gente, en conexión con la infraestructura y no principalmente de la rentabilidad de las empresas. Afirmó que el capital privado es cada vez más global y sin trabas, mientras que el capital humano de un país constituye el recurso del cual el futuro nivel de vida de una nación depende. Instó a los políticos a hacer inversiones públicas en la piedra angular de la política económica. Abogó por ofrecer más oportunidades a los trabajadores para aprender más tecnologías.
Considera que para reactivar la economía es necesario un presupuesto de inversión pública, diferente del presupuesto de gastos corrientes. Señala que "los estudios demuestran que la inversión pública en infraestructura genera un retorno de 1,92 dólares por cada dólar invertido. El rendimiento de la educación en la primera infancia puede estar entre el 10 y el 16 por ciento y el 80 por ciento de sus beneficios van para el público en general. Destinaciones adicionales para las inversiones públicas pueden hacerse siempre que el rendimiento esperado sea mayor que el costo".
En respuesta a una pregunta sobre qué recomendar al presidente con respecto a un ingreso justo y sostenible y la distribución de la riqueza, Reich dijo que se requiere un complemento salarial para las personas de menores ingresos, y financiarlo con un mayor impuesto sobre la renta marginal del cinco por ciento a largo plazo; invertir más en educación para las comunidades de bajos ingresos, empezando por la educación de la primera infancia hasta la educación superior. En sus palabras: "Los impuestos son el precio que pagamos por una sociedad civilizada".
En su libro Supercapitalism (2007) sostuvo que la competencia empresarial, impulsada por los consumidores y los inversionistas, lleva a las empresas a buscar las mejores condiciones posibles en cualquier parte del mundo, lo que está generando graves problemas sociales que los gobiernos no quieren enfrentar, porque las grandes corporaciones y firmas de Wall Street tratan de lograr también una ventaja competitiva por medio de la política y así ahogan las voces de los ciudadanos comunes. La respuesta debe ser mantener a las empresas centradas en producir más y mejores bienes y servicios y por fuera de la política. La "responsabilidad social corporativa" debería ser esencialmente abstenerse de las actividades que socavan la democracia.
Reich está a favor del sindicalismo y opina que "la sindicalización no es sólo buena para los trabajadores en los sindicatos, la sindicalización es muy importante para la economía en general".

## Libros
- 2015: Saving Capitalism: For the many, not the few ISBN 978-0385350570
- 2012: Beyond Outrage: What has gone wrong with our economy and our democracy and how to fix it ISBN 978-0345804372
- 2010: Aftershock: The Next Economy and America's Future ISBN 978-0-307-59281-1
- 2007: Supercapitalism: The Transformation of Business, Democracy, and Everyday Life ISBN 0-307-26561-7
- 2004: Reason: Why Liberals Will Win the Battle for America ISBN 1-4000-7660-9
- 2002: I'll Be Short: Essentials for a Decent Working Society ISBN 0-8070-4340-0
- 2000: The Future of Success: Working and Living in the New Economy ISBN 0-375-72512-1
- 1997: Locked in the Cabinet ISBN 0-375-70061-7
- 1991: The Work of Nations: Preparing Ourselves for 21st Century Capitalism ISBN 0-679-73615-8 En castellano: El trabajo de las naciones: hacia el capitalismo del siglo XXI Javier Vergara, 1993. ISBN 950151305X
- 1990: Public Management in a Democratic Society ISBN 0-13-738881-0
- 1990: The Power of Public Ideas (editor) ISBN 0-674-69590-9
- 1989: The Resurgent Liberal: And Other Unfashionable Prophecies ISBN 0-8129-1833-9
- 1987: Tales of a New America: The Anxious Liberal's Guide to the Future ISBN 0-394-75706-8
- 1985: New Deals: The Chrysler Revival and the American System (con John Donahue) ISBN 0-14-008983-7
- 1983: The Next American Frontier ISBN 0-8129-1067-2
- 1982: Minding America's Business: The Decline and Rise of the American Economy (con Ira Magaziner) ISBN 0-394-71538-1

## Documentales
- 2013: Inequality for All (Desigualdad para todos), dirigido por Jacob Kornbluth.
- 2017: Saving Capitalism (Salvar el capitalismo), dirigido por Jacob Kornbluth.

## Reconocimientos
En 2003, fue galardonado con el Premio Vize 97 de la Fundación Václav Havel, por sus escritos sobre economía y la política.
En 2008, la revista Time lo incluyó en la lista de los "diez mejores ministros del gabinete de gobierno del siglo XX" y The Wall Street Journal lo incluyó en la lista de los pensadores económicos más influyentes.
El documental Inequality for All (Desigualdad para todos) de Robert Reich y Jacob Kornbluth ganó un premio especial en el Festival de Cine de Sundance de 2013.